# Harrison Newey
Harrison Newey (ur. 25 lipca 1998) – brytyjski kierowca wyścigowy.

## Życiorys
Po sukcesach w kartingu, Newey rozpoczął międzynarodową karierę w jednomiejscowych samochodach wyścigowych w 2014 roku od startów w Formule 4 BRDC oraz w Francuskiej Formule 4. W edycji brytyjskiej był dziewiąty, a we francuskiej – dwudziesty. Rok później zdobył tytuł wicemistrza Formuły 4 BRDC.
W 2016 roku Brytyjczyk podpisał kontrakt z holenderską ekipą 	Van Amersfoort Racing na starty w Europejskiej Formule 3. Wystartował w trzydziestu wyścigach. Z dorobkiem 22 punktów został sklasyfikowany na osiemnastej pozycji w klasyfikacji końcowej kierowców.

## Wyniki

### Podsumowanie
| Sezon     | Seria                      | Zespół                | Wyścigi | Zwycięstwa | PP | NO | Podium | Punkty | Pozycja |
| --------- | -------------------------- | --------------------- | ------- | ---------- | -- | -- | ------ | ------ | ------- |
| 2014      | Francuska Formuła 4        | Auto Sport Academy    | 3       | 0          | 0  | 0  | 0      | 2      | 20      |
| 2014      | Formuła 4 BRDC             | HHC Motorsport        | 4       | 0          | 0  | 0  | 0      | 76     | 9       |
| 2015      | Formuła 4 BRDC             | HHC Motorsport        | 24      | 2          | 2  | 3  | 12     | 455    | 2       |
| 2015      | Niemiecka Formuła 4        | Van Amersfoort Racing | 18      | 0          | 0  | 0  | 0      | 42     | 16      |
| 2015/2016 | MRF Challenge Formula 2000 | MRF Challenge         | 14      | 0          | 0  | 1  | 3      | 107    | 5       |
| 2016      | Europejska Formuła 3       | Van Amersfoort Racing | 30      | 0          | 0  | 0  | 0      | 22     | 18      |
| 2016/2017 | MRF Challenge Formula 2000 | MRF Challenge         | 16      | 7          | 5  | 6  | 9      | 277    | 1       |